# Sathrophyllia fuliginosa
Sathrophyllia fuliginosa är en insektsart som beskrevs av Carl Stål 1874. Sathrophyllia fuliginosa ingår i släktet Sathrophyllia och familjen vårtbitare.

## Underarter
Arten delas in i följande underarter:
- S. f. fuliginosa
- S. f. acutipennis